# Pinguicula casabitoana
 Pinguicula casabitoana  ist eine fleischfressende Pflanze aus der Gattung der Fettkräuter (Pinguicula), Sektion Discoradix. Sie ist eng verwandt mit Pinguicula lignicola und wird als möglicherweise identisch mit ihr betrachtet.

## Beschreibung
Die Pflanze ist ein Epiphyt von tropisch-heterophyllem Wuchs. Die zahlreichen kurzen Wurzeln sind mit ovalen bis kreisförmigen Haftscheiben von rund einem Millimeter Durchmesser versehen. Sie bildet typischerweise eine Rosette aus linealisch-spatulaten Blättern mit lanzettlichen Spitzen, in anderen Wuchsphasen können die Blätter auch von anderer Gestalt sein, so sind sie zur Blütezeit zahlreich, lanzettlich bis linealisch und bei Jungpflanzen flach und obovat.
Pinguicula casabitoana blüht an einem aus der Mitte der Rosette wachsenden Blütenstängel mit einer einzelnen, zygomorphen Blüte, die weiß mit gelbem Schlundfleck ist. Die Samen sind gestielt(!).

## Vorkommen
Diese Pflanzenart ist in der Dominikanischen Republik in der Provinz La Vega endemisch. Sie wächst dort auf 2000 m auf sehr glatten, moosfreien Baumrinden bei hoher Luftfeuchtigkeit. Insgesamt sind nur drei Standorte dieser Pflanzenart bekannt geworden, ein großer mit mehreren hundert Individuen sowie zwei kleine mit nur wenigen Exemplaren. Am 29. September 1998 traf der Wirbelsturm „George“ die Insel und zerstörte alle drei Standorte, die beiden kleinen wurden vollkommen vernichtet, am großen Hauptstandort verblieben nur noch zehn Pflanzen. Zwar hielten sich diese, im Jahr 2001 konnten sie noch vorgefunden werden. Trotzdem steht der Verlust der Art zu befürchten, soweit keine weiteren Standorte bekannt werden oder eine Inkulturnahme gelingt.